# 松岡鼎

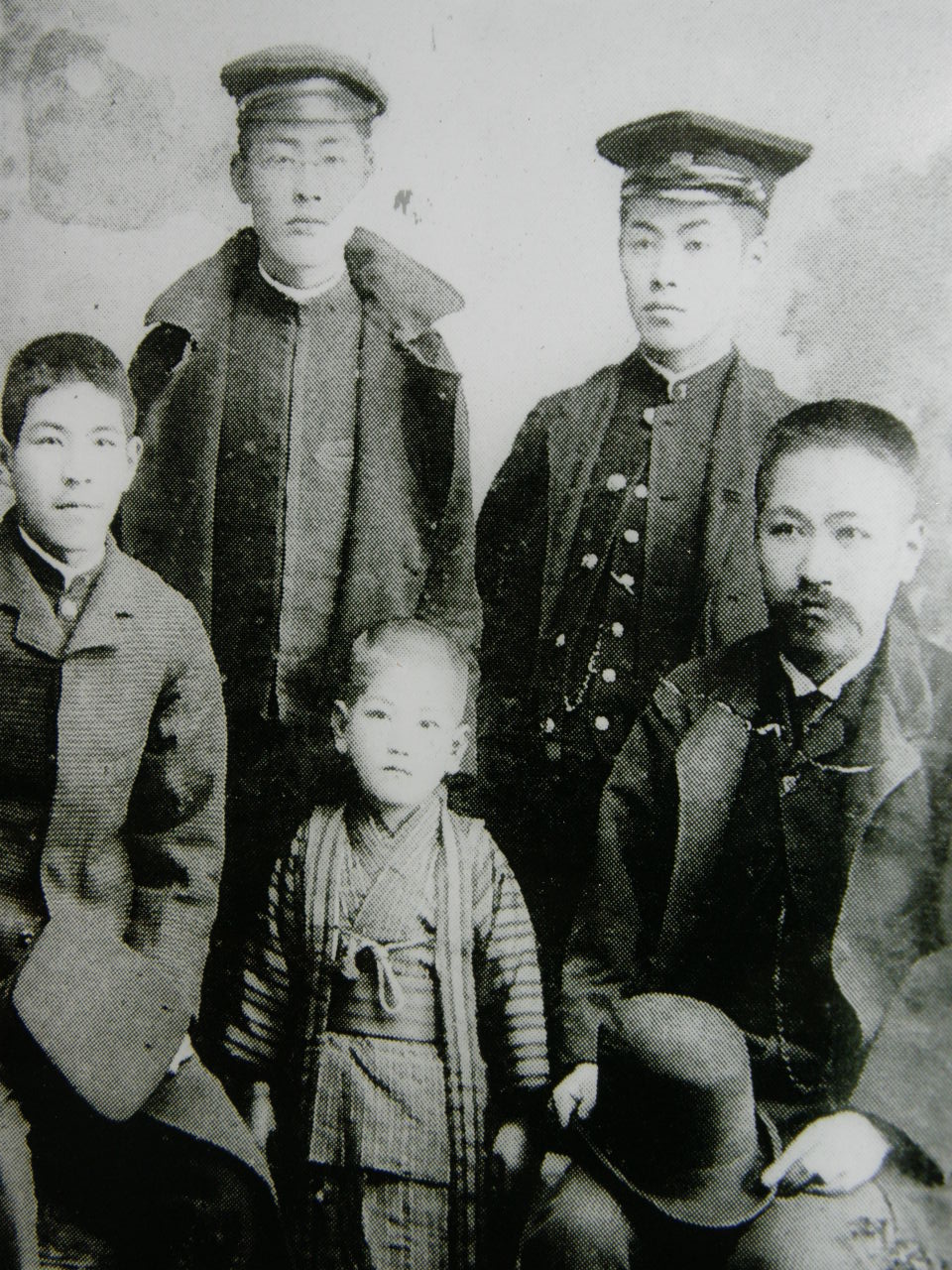
松岡家兄弟ら （前列右より、松岡鼎、松岡冬樹〔鼎の長男〕、鈴木博、後列右より、柳田國男、松岡輝夫〔映丘〕）

松岡 鼎（まつおか かなえ、1860年11月15日（万延元年10月3日） - 1934年（昭和9年）1月28日）は、松岡5兄弟（柳田國男、井上通泰、松岡静雄、松岡映丘）の長男で医師。父は儒者松岡操（約斉）。

## 略歴
師範学校を卒業後、19歳にして昌文小学校（現在の田原小学校）の校長に就任するが、後に東京帝国大学に入学、卒業して医師資格を得、千葉県布佐町（現・我孫子市）に住む。
20歳で家督を継ぎ、近くの村出身の女性と結婚したが離婚した。原因はひとえに「小さな家」のためであった。
最も長命だった弟の柳田國男は、晩年に口述筆記の回想記『故郷七十年』において、「長兄は二十歳で近村から嫁をもらった。しかし私の家は二夫婦住めない家だった。母がきつい、しっかりした人だったから、まして同じ家に二夫婦住んでうまくいくわけがない。『天に二日なし』の語があるように、当時の嫁姑の争いは姑の勝ちだ。わづか一年ばかりの生活で兄嫁は逃げて帰ってしまった」。またこのことで、「この家の小ささ、という運命から、私の民俗学への志も源を発したといってもよい」とも述べ、國男の学問にも大きな影を落とした。
回想記『故郷七十年』ではまた、「昔は娘が婿をとっても必ず主人夫婦とは別の所に寝たものである。襖を隔てて寝息までききとれる同じ家に若夫婦を住まわせた私の親たちも無謀であったし、仲人をした村の物わかりのいい人々も乱暴であった」、「これは私の家の歴史を語るのではなく、古い制度の変遷の無造作、どう変更すべきかを考えなかった、平たくいえば民俗学のなさを物語っているわけである」とも述べている。
傷心の鼎は、23歳で上京し東京帝国大学（東京大学）医学部別科に入学、4年後卒業し、翌年に茨城県布川町徳満寺で開業する。開業前には茨城の旧家から嫁をもらい2度目の結婚をするが離婚し、出戻った妻は実家からも追い出されて溜池に入水自殺したと伝えられる。鼎は当時千葉県検見川で医院を開業していた海老原精一の代診をしていたが、1882年に海老原の岳父の医師・小川東作が亡くなったことから、海老原の進言で布川の小川邸の敷地内の離れに転居し、済衆医院を開業した（現在は「柳田國男記念公苑資料館」）。このため経済的に余裕のできた鼎は、弟の國男、静雄、両親を引き取った。國男は学者の家系であるこの小川家の土蔵に納められた、多くの書物を乱読し、日本民俗学の手引書的な著作となった、赤松宗旦『利根川図志』（國男が校訂し岩波文庫、初版1938年）などもこの土蔵で見聞したと伝えられる。
後年は、千葉県会議員、布佐町長、千葉県医師会長などを歴任した。郷土の名士として地方自治に大きな貢献を行ったが、國男は『故郷七十年』で、「一生を酒を唯一の慰めにして、他郷に居る寂しさを逃れてゐたのが兄の境遇であった」と回想している。あるとき、貞明皇后に松岡兄弟の話題を提供した者があり、その際うっかり「あそこは4人兄弟がありまして、それぞれが何か仕事をしております」と話したところ、皇后が「もう1人、上のが田舎にいるはずだ」というのを、鼎は聞き「それでもう本望」と涙をこぼし喜んだとも述べている。

## 年譜
- 1860年（万延元年）10月3日 播磨国神東郡田原村辻川（現・兵庫県神崎郡福崎町辻川）に、父・賢次（操）、母・たけの長男として出生。
- 1863年（文久3年）父賢次が姫路の町学校熊川舎の塾監に赴任したために両親とともに姫路元塩町に移住。
- 1872年（明治5年）1月 神東郡田原町辻川に戻る。
- 1875年（明治8年）姫路師範学校に入学。
- 1878年（明治11年）7月 転学先の神戸師範学校を卒業。田原村の昌文小学校（現・田原小学校）の教師となる。
- 1879年（明治12年）1月 松岡家の家督を相続。3月 神東、神西二郡小学校校長兼巡校視となる。
- 1881年（明治14年）11月 医学を志し上京。東京帝国大学（現在の東京大学）医学部別科に入学。
- 1887年（明治20年）2月 茨城県北相馬郡布川町（現・利根町布川）にて開業。9月 國男を引き取る。
- 1889年（明治22年）9月 両親と静雄、輝夫を呼び寄せる。
- 1893年（明治26年）2月 千葉県南相馬郡布佐町（現・我孫子市布佐）に居住。凌雲堂医院を開業。
- 1901年（明治34年）1月 戸籍を神東郡田原村より千葉県東葛飾郡布佐町布佐377号へ移す。
- 1903年（明治36年）10月 東葛飾郡郡会議員に選出される。
- 1905年（明治38年） 日露戦争の旅順陥落を記念し、地元布佐の竹内神社に桜500本の植樹、および記念碑の建立を行う。
- 1907年（明治40年）4月 東葛飾郡医師会創立。会長となる。
- 1908年（明治41年）私立布佐文庫を発案し創設。鼎、通秦、國男らも蔵書を寄贈。約5000冊の書籍が集められた。
- 1909年（明治42年）5月 東葛飾郡私立衛生会創立。副会長となる。
- 1920年（大正9年）4月 千葉県医師会の第4代会長となる。また、故郷である田原村辻川の氏神、鈴ノ森神社参道入口の大玉垣を國男とともに寄進。これは鼎が右、國男が左で対になっている。
- 1922年（大正11年）11月 祖母小鶴の50年祭を執り行う。漢詩、和歌を集めた「松岡小鶴女史遺稿」を編集。300部を印刷する。
- 1927年（昭和2年）布佐町長に就任。1期を務める。
- 1934年（昭和9年）1月28日、逝去。墓所は我孫子市勝蔵院。

## 家族
- 父・松岡操（約斉） - 儒者
- 弟・柳田國男、井上通泰、松岡静雄、松岡映丘
- 妻 ‐ 鼎は4度結婚しており、一人目は近隣の女性で、嫁姑の折り合い悪く1年で離婚、二人目は茨城の旧家の娘で離婚後自殺、三人目は長男を儲けるも1893年に死去、四人目は1894年に結婚。
- 長男・松岡冬樹(1893-1938) - 家督を継ぐ[6]。一高、東大医学部、伝研を経て、叔父の松岡静雄が設立した日蘭通交調査会などに関わり、ジャワやブラジルで伝染病研究に従事、1930年に帰国後、横浜の結核病院長に就任したが、1938年に結核により死去[7]。岳父に山内豊政。国崎定洞とは一高以来の友人。
- 二男・松岡文雄 ‐ 凌雲堂医院（我孫子市）院長[7]
- 二女・茂子 - 柳田国男が創刊した『郷土研究』編集者・岡村千秋の妻。[8]
- 孫・布佐子 - 茂子の長女。石田英一郎の妻。[8]